# خانه تاریخی کاشانی
خانه تاریخی کاشانی مربوط به دوره قاجار است و در شهرستان آران و بیدگل، بخش مرکزی، دهستان سفیددشت، بلوار اصلی روستای علی‌آباد، کوچه مسجد جامع، جنب خانه اربابی واقع شده و این اثر در تاریخ ۲۲ آبان ۱۳۸۶ با شمارهٔ ثبت ۲۰۰۱۹ به‌عنوان یکی از آثار ملی ایران به ثبت رسیده است.